# Оларашу, Мария
Мария Оларашу (рум. Maria Olărașu; род. 28 мая 2000, Минджир, Хынчештский район) — молдавская гребчиха на каноэ, серебряный призёр чемпионата мира 2024 года, бронзовый призёр чемпионата Европы 2025 года, участница летних Олимпийских игр 2020 и 2024 годов.

## Карьера
Мария Оларашу в паре с Даниэлой Кочу прошли квалификацию на Олимпийские игры 2020 года, выиграв заплыв на 500 метров в каноэ-двойках на Европейской квалификационной регате по гребле на байдарках и каноэ в Сегеде. На летних Олимпийских играх в Токио в каноэ-двойках молдавская пара заняла седьмое итоговое место. В каноэ-одиночках Мария прошла в четвертьфинал, но не прошла в полуфинал олимпийского турнира.
На Европейских играх 2023 года в Кракове Оларашу заняла четвертое место на дистанции 1500 метров среди женщин. Смешанная пара Оларашу и Михай Кихай заняли пятое место на дистанции 200 метров. Пара Оларашу и Кочу заняли четвертое место на дистанции 500 метров в каноэ-двойках.
Оларашу и Кочу заняли 7-е место на дистанции 500 метров каноэ-двойках на чемпионате мира 2023 года в немецком Дуйсбурге. Данные соревнования являлись отборочным этапом к Олимпийским играм 2024 года. На летних Олимпийских играх в Париже, в августе 2024 года, молдавская пара квалифицировалась в финал А и заняла итоговое седьмое место. В каноэ-одиночках Мария не смогла выйти в полуфинал.
В Самарканде, на чемпионате мира 2024 года, который состоялся сразу же после Олимпийских игр, Мария Оларашу в паре в Даниэлой Кочу в каноэ-двойках на дистанции 200 метров завоевали серебряную медаль, первую серьёзную награду в своей карьере.
В 2025 году на чемпионате Европы в Рачице в смешанной четвёрки на дистанции 500 метров завоевала бронзовую медаль. 